# 10822 Yasunori
10822 Yasunori este un asteroid din centura principală de asteroizi.

## Descriere
10822 Yasunori este un asteroid din centura principală de asteroizi. A fost descoperit pe 16 septembrie 1993 la Kitami de Kin Endate și Kazuro Watanabe. Asteroidul prezintă o orbită caracterizată de o semiaxă mare de 2,26 ua, o excentricitate de 0,08 și o înclinație de 2,5° în raport cu ecliptica.